# Румайта ібн Абу Нумай
Румайта ібн Абу Нумай (араб. أسد الدين رميثة بن محمد أبي نمي الحسني; д/н — 3 березня 1346) — 23-й шаріф й емір Мекки у 1301—1345 роках (з деякими перервами). Повне ім'я Асад ад-Дін Абу Арада Румайта ібн Абу Нумай Мунаджад.

## Життєпис
Походив з гілки правлячої династії Хасанідів — бану-катада. Син шаріфа Абу Нумайї I. 6 жовтня 1301 року батько зрікся влади на користь Румайти та його брата Хумайди. Через 2 дні Абу Нумай помер. Невдовзі шаріфи стикнулися зі зведеними братами Абу аль-Гайтом та Утайфою. Хумайда невдовзі наказав їх ув'язнити. Проте вони невдовзі втекли, перебравшись до Єгипту. Тут отримали підтримку від султана Мухаммада I ан-Насіра. Останній наказав емірові Бейбарсу аль-Джашанкіру повалити Румайту та його брата, що й було зроблено у серпні 1302 року. На трон Мекки було поставлено Абу аль-Гайта і Утайфу. Повалених в ланцюгах було відправлено до Каїру.
1303 року Румайту та Хумайду було звільнено, надано титул емірів та залучено до почту султана. 1304 року за підтримки шейха Наср аль-Манбіджі брати отримали більше свободи та поновлені на троні Мекки, оскільки султан був невдоволений їх зведеними братами. У липні 1305 року Румайта та Хумайда прибули до Мекки. Спочатку Румайта та Хумайда скасували низку податків, здійснювали справедливий суд.
1314 року з невідомих причин султан наказав повалити Румайту та Хумайду, поставивши на трон Мекки Абу аль-Гайта. Брати втекли до Халі Бані Якуба. Невдовзі Румайта погиркався з Хумайдою. У вересень 1315 року Румайта прибув до двору Мухаммада I ан-Насіра в Каїрі. Він отримав прощення від султана і отримав підтримку проти Хумайди, який скинув і вбив Абу аль-Гайта. Султан відправив Румайту до Хіджазу з армією на чолі з емірами Наджмом ад-Діном Дамурханом ібн Караманом і Сайфом ад-Діном Тайдамуром аль-Джамадаром. За 6 днів до прибуття мамлюків Хумайда навантажив 100 верблюдів грошима та крамом, спалив те, що залишилося в фортеці у Ваді Маррі, і знищив 2 тис. фінікових пальм. Потім він пробрався в аль-Хальф валь-Хулайф, укріплення за шість днів їзди від Мекки. 13 грудня Румайта зайняв Мекку, а через 2 тижні змусив Хумайду тікати далі, захопивши його скарби та родину. Хумайда втік до Багдаду. Але вже у лютому/березні 1318 року внаслідок заколоту мекканських мамлюків Румайту було повалено, а Хумайда за підтримки загону ільхана Абу-Саїда Багадур-хана повернувся до Мекки.
У травні 1318 року спільно з емірами Сарім ад-Діном Узбеком аль-Джурмакі, Сайф ад-Дін Багадуром аль-Ібрагімі та Бадр ад-Діном Мухаммадом аль- Туркмені вкотре повалив Хумайду та відновився на троні. 6 лютого 1319 року емір Шамс ад-Дін Ак Сункур ан-Насірі заарештував Румайта і еміра Сайф ад-Діна Багадура аль-Ібрагімі, яких звинуватив у допомозі у втечі Хумайді. Їх було відправлено до Каїру. Тут був звільнений, знову отримав титул еміра султана та щомісячну платню в 1 тис. дирхемів. Натомість еміром Мекки став його зведений брат Утайфа. У червні Румайта намагався втекти до Мекки, але його було схоплено в Хаклі (узбережжя Акабської затоки), повернуто до Каїру й ув'язнено.
У грудні 1320 року Румайту було призначено співеміром разом з Утайфою. Водночас отримав ікту в Єгипті. З 1321 року став підтримувати зейдитський мазгаб в Мецці, відкривши школу та запросивши імама з Ємену. 1325 року за наказом султана шаріф Утайфа вигнав цього імамама з Мекки. До 1326 року на отриманні кошти від ільхана було зведено великий водогін до Мекки.
1330 року вступив у конфлікт з Утайфою, з яким невдовзі почалися сутички під час чого загинув мамлюцький емір Аль-Дамур ан-Насірі та декілько прочан. У відповідь султан наказав повалити Утайфу, зробивши Румайту єдиним правителем. Але при наближенні єгипетської армії обидва співеміри втекли. До 1337 року відбувалися постійні сутички між Румайтою та Утайфою. При цьому першого підтримував султан. Зрештою 1337 року співеміри замирилися. Зрештою у червні того ж року султан затвердив Румайту єдиним еміром.
1344 року під тиском синів Аджлана та Такаби вимушен був зректися влади в обмін на 60 тис. дирхемів. Але у квітні того ж року Румайту було відновлено за наказом султана Ісмаїла ас-Саліха. Аджлан вирушив до Ємену, де перешкодив проходженню джилаба (корабель) до Мекки, що призвело до високої інфляції під час хаджу того року. Після відходу караванів хаджу з міста Аджлан повернувся до Мекки і замирився зі своїм батьком. Але у травні султан повалив Румайту та поставив Аджлана. У березні 1346 року Румайта помер.